# Châteauneuf-de-Chabre
Châteauneuf-de-Chabre è un comune francese soppresso e frazione del dipartimento delle Alte Alpi della regione della Provenza-Alpi-Costa Azzurra. Dal 1º gennaio 2016 si è fuso con i comuni di Antonaves e Ribiers per formare il nuovo comune di Val-Buëch-Méouge.

## Società

### Evoluzione demografica
Abitanti censiti